# Passerelle à Farinet

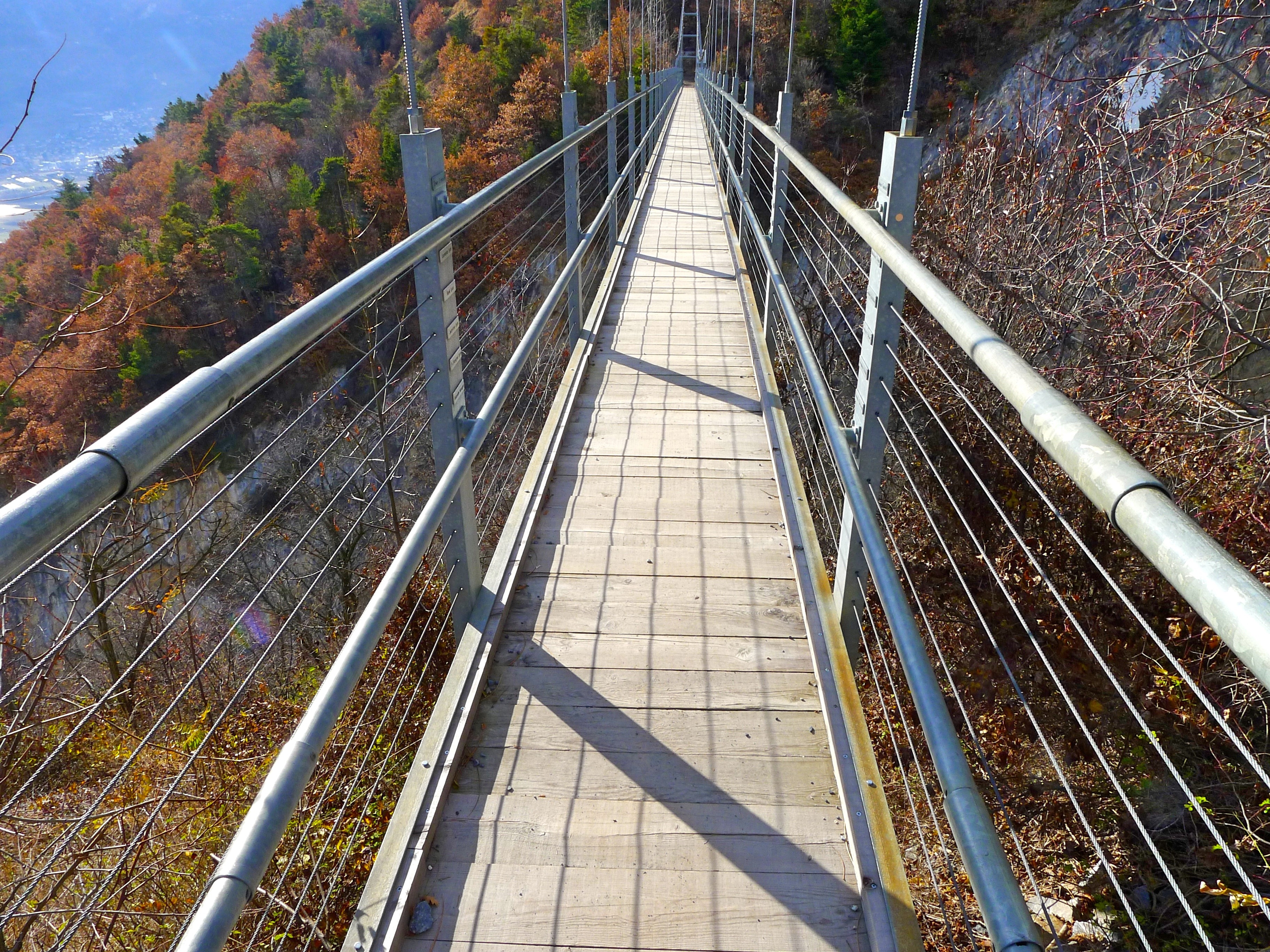
Die Passerelle à Farinet, Blickrichtung von Norden nach Süden, hinten links das Rhonetal

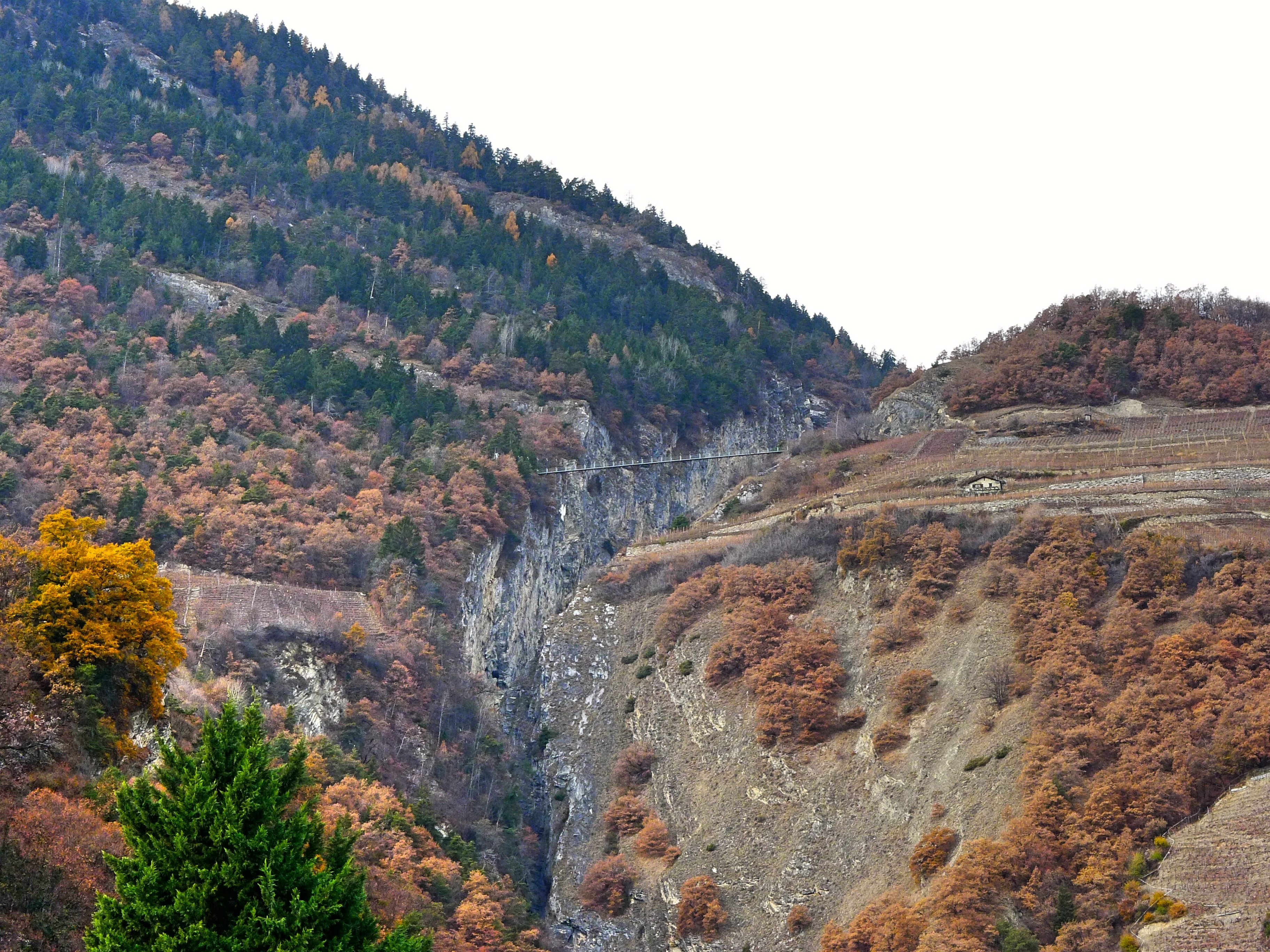
Die Schlucht der Salentse samt der Hängebrücke von unten

Die Passerelle à Farinet ist eine Fussgängerhängebrücke über die Salentse nahe Saillon im Schweizer Kanton Wallis.
Joseph-Samuel Farinet, an den der Name der «Passerelle à Farinet» erinnert, war ein Walliser Falschmünzer des 19. Jahrhunderts. 1880 kam er, von Gendarmen eingekesselt, in der Schlucht der Salentse ums Leben. Laut Darstellung der Obrigkeit war er ausgerutscht und abgestürzt. In der Bevölkerung herrschte hingegen die Meinung vor, eine Kugel aus einer Polizeiwaffe habe ihn getroffen. Der Schriftsteller Charles Ferdinand Ramuz widmete Farinet den 1932 erschienenen Roman «Farinet ou la fausse monnaie».
Die Passerelle à Farinet wurde 2001 eingeweiht. Die Brücke auf 816 m ü. M. ist Teil des Wanderweges zwischen den französischsprachigen Unterwalliser Gemeinden Saillon und Leytron. Sie hat einen Boden aus Holzlatten, ist 97 Meter lang und wiegt 13 Tonnen, der Abstand zum Grund der Salentse-Schlucht beträgt 136 Meter.
Auf der Nordseite der Brücke ist ein Picknickplatz eingerichtet. Auch gibt es in der Nähe etwas tiefer am Hang einen Klettersteig, die Via Farinetta.